# Carl Voss (Eishockeyspieler)
Carl Potter Voss (* 6. Januar 1907 in Chelsea, Massachusetts; † 13. September 1994) war ein US-amerikanischer Eishockeyspieler (Center), der von 1926 bis 1939 für die Toronto St. Patricks bzw. Toronto Maple Leafs, New York Rangers, Detroit Red Wings, Ottawa Senators, St. Louis Eagles, New York Americans, Montreal Maroons und Chicago Black Hawks in der National Hockey League spielte. Später war er Schiedsrichterobmann der NHL.

## Karriere
Voss zog als Jugendlicher mit seinen Eltern nach Kanada. Hier lernte er das Eishockey spielen. Als Conn Smythe General Manager der Toronto St. Patricks wurde, war Voss am 16. Februar 1927 der erste Spieler, den Smythe unter Vertrag nahm.
Doch seine Einsätze waren nur selten. Er wurde viel in Farmteams eingesetzt. Besonders erfolgreich war er mit den Buffalo Bisons in der IHL, an die man ihn 1929 abgegeben hatte. Als Topscorer der IHL wurden die New York Rangers auf ihn aufmerksam und holten ihn für 15.000 US-Dollar und Lorne Carr in die NHL. Nach zehn Spielen in der Saison 1932/33 verkauften die Rangers ihn an die Detroit Red Wings. Nachdem er in den Jahren in Toronto nur auf 14 Spiele gekommen war, zählte der inzwischen 25-jährige noch als Rookie. Frank Calder, der Präsident der NHL, vergab am Ende dieser Saison erstmals eine Trophäe für den besten Rookie und Voss war der erste Gewinner.
Nach nur acht Spielen in der folgenden Saison, schickten die Red Wings ihn zu den Ottawa Senators und legten noch einiges an Geld drauf, um Cooney Weiland zu verpflichten. Nach Saisonende zog er mit den Senators um und spielte so ein Jahr für die St. Louis Eagles. Von dort holten ihn die Red Wings zurück, um ihn nur einen Tag später an die New York Americans weiterzugeben.
In die Saison 1935/36 startete er erneut mit einem neuen Team. Bei den Montreal Maroons blieb er über das Saisonende hinaus. Nach drei Spielen in der darauf folgenden Spielzeit verließ er das Team. Kurz darauf schloss er sich seinem letzten NHL-Team, den Chicago Black Hawks an. Mit diesem Team gewann er seinen einzigen Stanley Cup. Das entscheidende Spiel wurde vor einer Rekordkulisse von 18.497 Zuschauern ausgetragen. Voss erzielte in diesem Spiel das entscheidende zweite Tor für Chicago. Als einer von acht in den Vereinigten Staaten geborenen Spielern im Team des Stanley-Cup-Siegers trug er auch hier zu einem Rekord bei. Im Laufe der Vorbereitung zur nächsten Saison verletzte er sich schwer am Knie und musste seine Laufbahn beenden.
Nach Ende seiner Laufbahn wechselte er zur Canadian Cycle & Motor Company (CCM), die neben Motorrädern auch Eishockeyausrüstung herstellte. Nebenbei war er auch als Schiedsrichter aktiv und leitete Spiele in der American Hockey League. Er ersetzte Jim Hendy als Präsident der USHL und nach der Auflösung der Liga übernahm er das AHL-Team der St. Louis Flyers als Trainer und General Manager. Während der gesamten Zeit galt sein Augenmerk der Aus- und Weiterbildung von Schiedsrichtern.
In der NHL hatte man seine gute Arbeit verfolgt. 1950 holte man ihn daher in den Stab der National Hockey League. In den 15 Jahren, in denen er als Schiedsrichterobmann tätig war, steigerte man die Anzahl der Schiedsrichter von 10 auf 23. Er beobachtete Schiedsrichter in den unteren Ligen und schaffte es, die besten von ihnen in die NHL zu holen. Auch die Ausbildung und Betreuung wurde von ihm auf ein neues Niveau gehoben.
Eine besondere Ehre war 1974 die Aufnahme in die Hockey Hall of Fame in der Kategorie der Funktionäre.

## Sportliche Erfolge
- Stanley Cup: 1938

### Persönliche Auszeichnungen
- Calder Trophy: 1933